# Taça Rosa de 2022
A Taça de Rosa "Muki" Bonaparte de 2022 foi a terceira edição da Copa Timorense de Futebol Feminino. Foi realizada pela Federação de Futebol de Timor-Leste.

## Equipes Participantes
Classificaram-se automaticamente para a Supertaça as 5 equipas participantes da primeira divisão da Liga Feto Timor de 2021, o atual campeonato nacional de futebol feminino, mais as 6 equipes da segunda divisão da liga.
| Primeira Divisão os 5 times da temporada 2021                                                                                | Segunda Divisão os 6 times da temporada 2021                                                                          |
| - F.C. Académica (2ª participação) - F.C. Buibere (3ª) - Maranatha FC (3ª) - S'Amuser FC (3ª) - Sport Laulara e Benfica (3ª) | - Baucau FC (2ª participação) - Maudoko FC (2ª) - Nain Feto FC (1ª) - São José FC (1ª) - Unital FC (1ª) - VDL FC (2ª) |

## Partidas
As partidas da taça foram realizadas no Estádio Campo Democracia, em Díli. As 11 equipas foram divididas em 2 grupos, onde as duas primeiras colocadas avançaram para as semifinais.
|  | Semifinal           | Semifinal  |   |  | Final                | Final |  |
|  |                     |            |   |  |                      |       |  |
|  | Díli, 1 de dezembro |            |   |  |                      |       |  |
|  | Unital FC           | 0          |   |  |                      |       |  |
|  | S'Amuser            | 1          |   |  |                      |       |  |
|  |                     |            |   |  |                      |       |  |
|  |                     |            |   |  | Díli, 10 de dezembro |       |  |
|  |                     |            |   |  | S'Amuser             | 3     |  |
|  |                     | SL Benfica | 1 |  |                      |       |  |
|  |                     |            |   |  |                      |       |  |
|  |                     |            |   |  |                      |       |  |
|  |                     |            |   |  |                      |       |  |
|  | Díli, 2 de dezembro |            |   |  |                      |       |  |
|  | SL Benfica          | 1          |   |  |                      |       |  |
|  | Maranatha           | 0          |   |  |                      |       |  |

### Partida Final
| 10 de dezembro de 2022 | S'Amuser                                       | 3 - 1     | SL Benfica           | Estádio Municipal de Dili |
| 15:00 UTC+9            | Leticia do Rego 20' · Dolores Costa 55', 65' · | Relatório | Natalia da Costa 13' |                           |

## Premiação
| Supertaça Timorense de Futebol Feminino de 2021 |
| Timor-Leste                                     |
| ----------------------------------------------- |
| S'Amuser FC Campeãs (1º título)                 |